# チャールズ・イーデン
チャールズ・イーデン（Charles Eden、1673年 - 1722年3月26日）は、イギリス（イングランド王国）の植民地政府の官僚。1713年から1722年に死去するまでノースカロライナ植民地の第2代総督を務めた。ノースカロライナ州チョウォーン郡イーデントンは彼にちなむ。
有名な海賊である黒髭に恩赦を与え、彼の海賊行為を黙認し、見返りとしてその利益を賄賂として受け取っていたとされる。

## 経歴
チャールズ・イーデンは1714年5月28日にノースカロライナ植民地総督に任命された。当時は正式にはまだカロライナ植民地あり、1712年にノースカロライナ植民地とサウスカロライナ植民地が、それぞれの植民地政府に分立したばかりであった（正式にノースカロライナとサウスカロライナが分割されたのは1729年）。
イーデンは地元を拠点とした様々な海賊たちと繋がっていたことで知られている。特に悪名高き海賊、「黒髭」ことエドワード・ティーチや、「海賊紳士」ことスティード・ボネットはイーデンに降伏し、海賊行為を改めることを条件に「王の恩赦」を受けた。しかし、2人とも最終的には海賊行為を再開している。
1719年、著名なノースカロライナ人のエドワード・モーズリーは、イーデンが、黒髭が犯罪行為で得た利益を受けていると告発した。モーズリーはこの告発により逮捕され、罰金を科された。イーデン配下の総督評議会の書記官であったトビアス・ナイトは、黒髭に宛てた手紙が黒髭の死体から発見されたり、黒髭が強奪した船の貨物が彼の納屋に保管されていたりしたことから、関与が疑われていた。特にナイトの手紙には、総督が黒髭に会いたいと言っていたと書かれており、イーデンと黒髭の関わりを示す十分な証拠とみなされたが、逆にそれ以上の証拠は発見されなかった。イーデンは植民地議会に黒髭との取引に関する弁明書を送り、議会は無罪とした。それにも関わらず、イーデンの評判は黒髭との繋がりによって長く否定的に見られた。
1722年、総督在職のままノースカロライナ州バーティ郡にて黄熱病で死去した。48歳。ノースカロライナ州のイーデントンは彼にちなむ。遺骨は後にイーデントンのセント・ポール・エピスコパル教会の教会墓地に改葬された。

## 子孫
イーデンの妻の連れ子である娘ペネロペは、後に第6代ノースカロライナ植民地総督ガブリエル・ジョンストンと結婚した。その2人の孫で、イーデンから見て曾孫には、アメリカ独立後に下院議員を務めたウィリアム・ジョンストン・ドーソンがいる。